# 阿蒂博尼特河

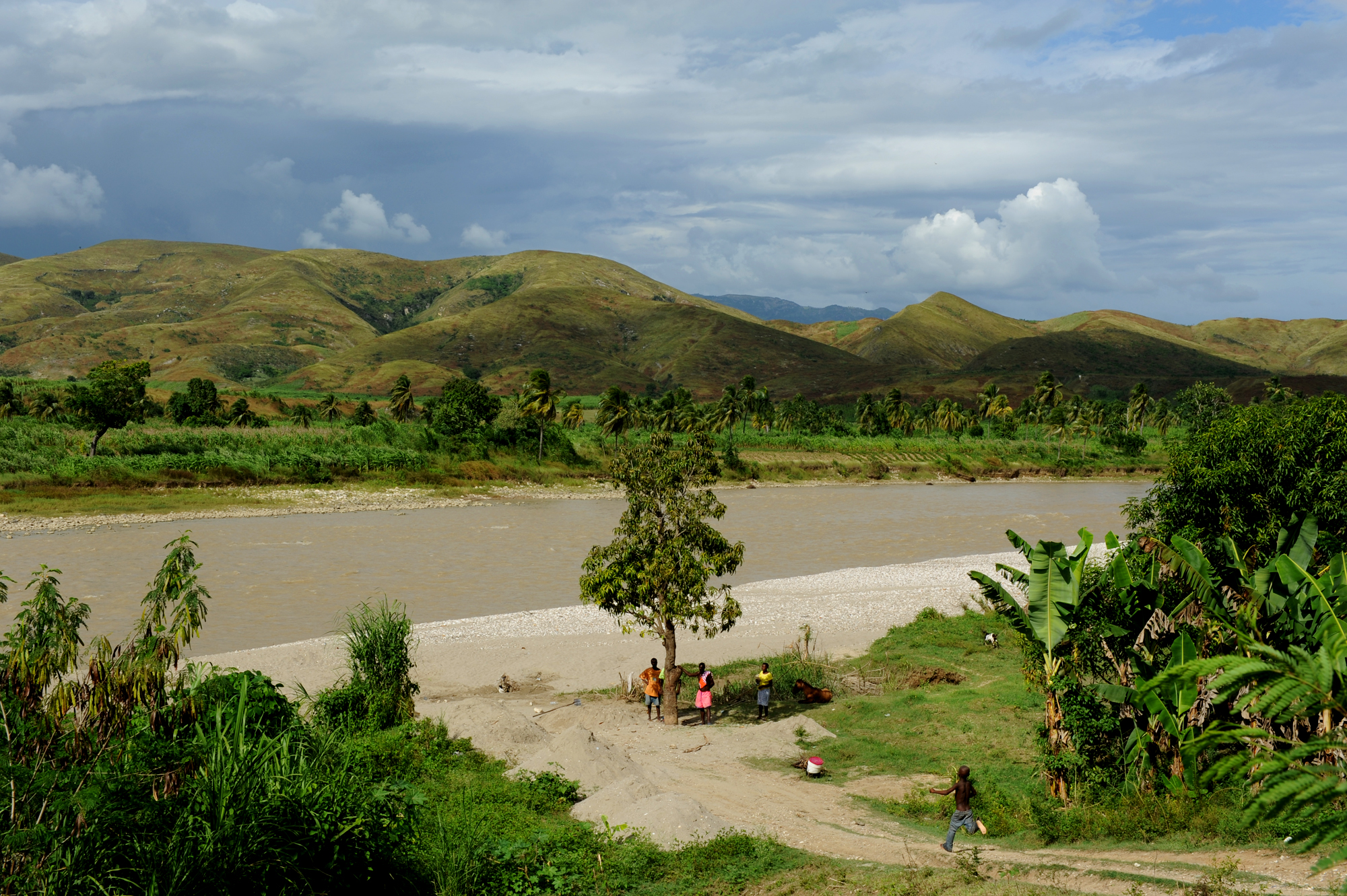
阿蒂博尼特河

阿蒂博尼特河（法語：Fleuve Artibonite）是海地島上最長的河流，並構成多明尼加共和國和海地部份國界。長321公里（多段68公里、海段253公里），流域面積9,013平方公里。
發源於多明尼加共和國的中科迪勒拉山脈，先向西南後轉西北，最後注入戈納伊夫灣。